# Billy Elliot
Billy Elliot es una película dramática británica del año 2000 dirigida por Stephen Daldry y escrita por Lee Hall, adaptada de la obra teatral de este último. Ambientada en el condado de Durham, Inglaterra, durante la huelga de mineros de 1984-1985, versa sobre un niño de clase obrera que descubre su pasión por la danza —especialmente el ballet— pese a las objeciones de su padre y el estereotipo asociado a ser un bailarín de dicha disciplina. El filme está protagonizado por Jamie Bell como el personaje epónimo, Gary Lewis como su padre, Julie Walters como su instructora de ballet y Jamie Draven como su hermano mayor.

## Sinopsis
La película se desarrolla en un pueblo del condado de Durham, Inglaterra, durante la huelga de los mineros del Reino Unido de 1984-1985, y se centra en el personaje de un chico de 11 años, Billy Elliot, su amor por el baile y su esperanza de convertirse en bailarín de ballet profesional. Su familia la componen su padre Jackie, su hermano mayor Tony y su abuela quien en su juventud aspiraba ser bailarina. Tanto Jackie como Tony son mineros, en ese momento inmersos en la huelga del carbón.
Jackie inscribe a Billy en el centro deportivo del pueblo para que aprenda boxeo, como hizo su abuelo, pero Billy detesta ese deporte. Un día, se fija en una clase de ballet que comparte temporalmente el gimnasio y, a espaldas de su padre, se une a ella. Cuando el padre lo descubre le prohíbe terminantemente seguir, pero la pasión de Billy por la danza es demasiado fuerte y, en secreto, con la ayuda de la profesora de baile Georgia Wilkinson (Julie Walters), continúa con las lecciones.

## Reparto
| Personaje                 | Actor            |
| ------------------------- | ---------------- |
| Sandra Wilkinson          | Julie Walters    |
| Billy Elliot              | Jamie Bell       |
| Jackie Elliot (padre)     | Gary Lewis       |
| Tony Elliot (hermano)     | Jamie Draven     |
| Abuela de Billy           | Jean Heywood     |
| Jenny Elliot (madre)      | Janine Birkett   |
| Michael Caffrey (25 años) | Merryn Owen      |
| Michael Caffrey           | Stuart Wells     |
| George Watson             | Mike Elliot      |
| Sr. Braithwaite           | Billy Fane       |
| Debbie Wilkinson          | Nicola Blackwell |
| Billy Elliot (25 años)    | Adam Cooper      |
|                           | Colin MacLachlan |

## Producción
Lee Hall redactó el guion de Billy Elliot a partir de su obra teatral Dancer, que se estrenó como una lectura ensayada en el Live Theatre de Newcastle upon Tyne alrededor de 1998. Declaró haberse inspirado en el libro Step by Step, de la fotógrafa Sirkka-Liisa Konttinen, cuya historia versa sobre una escuela de danza situada en North Shields, al nordeste de Inglaterra: «Cada miembro del equipo [de la película] cargaba su propia copia», aseguró.
Hall se reunió con el director Stephen Daldry, que en ese momento trabajaba en el Royal Court Theatre. Al principio, Daldry no se sintió convencido con el guion, pero años después dijo: «Me gustó la sinceridad emocional de Billy Elliot. Además, Lee escribe niños brillantes. Hay una serie de temas en él con los que me emocioné bastante: el dolor; encontrar formas de autoidentificación a través de algún tipo de acto creativo, en este caso la danza; y la huelga de mineros en sí». Working Title Films le pidió a Daldry ejercer como director y este aceptó la oferta, mientras que la BBC terminaría financiando el proyecto.

## Crítica
La película tuvo un índice de aprobación del 85 % en Rotten Tomatoes, basada en 116 reseñas con una calificación promedio de 7,3/10. La crítica del sitio web consensuó que Billy Elliot es una película que puede evocar tanto risas como lágrimas.
El crítico Roger Ebert, del Chicago Sun-Times, dio a la película tres sobre cuatro estrellas, alabando en especial las actuaciones de Julie Walters, Gary Lewis y Jamie Bell.

## Banda sonora
La banda sonora incluye varias canciones conocidas de rock y punk rock:

| N.º | Título                       | Música            | Duración |  |
| 1.  | «Cosmic Dancer»              | T. Rex            |          |  |
| 2.  | «Boys Play Football»         |                   |          |  |
| 3.  | «Get It On»                  | T. Rex            |          |  |
| 4.  | «Mother's Letter»            |                   |          |  |
| 5.  | «Creo»                       | Stephen Gately    |          |  |
| 6.  | «Town Called Malice»         | The Jam           |          |  |
| 7.  | «The Sun Will Come Out»      |                   |          |  |
| 8.  | «I Love to Boogie»           | T. Rex            |          |  |
| 9.  | «Burning Up»                 | Eagle-Eye Cherry  |          |  |
| 10. | «Royal Ballet School»        |                   |          |  |
| 11. | «London Calling"»            | The Clash         |          |  |
| 12. | «Children of the Revolution» | T. Rex            |          |  |
| 13. | «Audition Panel»             |                   |          |  |
| 14. | «Shout to the Top!»          | The Style Council |          |  |
| 15. | «Walls Come Tumbling Down!»  | The Style Council |          |  |
| 16. | «Ride a White Swan»          | T. Rex            |          |  |

## Premios

### Premios Óscar
| Año  | Categoría                          | Película       | Resultado |
| ---- | ---------------------------------- | -------------- | --------- |
| 2000 | Óscar al mejor director            | Stephen Daldry | Candidato |
| 2000 | Óscar a la mejor actriz de reparto | Julie Walters  | Candidata |
| 2000 | Óscar al mejor guion original      | Lee Hall       | Candidato |

### Globos de Oro
| Año  | Categoría                                 | Película                                 | Resultado |
| ---- | ----------------------------------------- | ---------------------------------------- | --------- |
| 2001 | Globo de Oro a la mejor película - Drama  | Globo de Oro a la mejor película - Drama | Candidata |
| 2001 | Globo de Oro al mejor director            | Stephen Daldry                           | Candidato |
| 2001 | Globo de Oro a la mejor actriz de reparto | Julie Walters                            | Candidata |

### Premios BAFTA
| Año  | Categoría                                                      | Película                                       | Resultado  |
| ---- | -------------------------------------------------------------- | ---------------------------------------------- | ---------- |
| 2000 | BAFTA a la mejor película                                      | BAFTA a la mejor película                      | Candidata  |
| 2000 | BAFTA a la mejor película británica                            | BAFTA a la mejor película británica            | Ganadora   |
| 2000 | BAFTA al mejor director                                        | Stephen Daldry                                 | Candidato  |
| 2000 | BAFTA al mejor director, guionista o productor británico novel | Stephen Daldry                                 | Candidato  |
| 2000 | BAFTA al mejor director, guionista o productor británico novel | Lee Hall                                       | Candidato  |
| 2000 | BAFTA al mejor actor                                           | Jamie Bell                                     | Ganador    |
| 2000 | BAFTA al mejor actor de reparto                                | Gary Lewis                                     | ganador    |
| 2000 | BAFTA a la mejor actriz de reparto                             | Julie Walters                                  | Ganadora   |
| 2000 | BAFTA al mejor guion original                                  | Lee Hall                                       | Candidata  |
| 2000 | BAFTA a la mejor música original                               | Stephen Warbeck                                | Candidato  |
| 2000 | BAFTA a la mejor fotografía                                    | Brian Tufano                                   | Candidato  |
| 2000 | BAFTA al mejor montaje                                         | John Wilson                                    | Candidato  |
| 2000 | BAFTA al mejor sonido                                          | Mark Holding Mike Prestwood Smith Zane Hayward | Candidatos |

### Premios del Sindicato de Actores
| Año  | Categoría                               | Película                    | Resultado |
| ---- | --------------------------------------- | --------------------------- | --------- |
| 2000 | Premio SAG al Mejor Reparto             | Premio SAG al Mejor Reparto | Candidata |
| 2000 | Premio SAG al mejor actor protagonista  | Jamie Bell                  | Candidato |
| 2000 | Premio SAG a la mejor actriz de reparto | Julie Walters               | Candidata |